# Bridelia nicobarica
Bridelia nicobarica là một loài thực vật có hoa trong họ Diệp hạ châu. Loài này được Chakrab. & Vasudeva Rao mô tả khoa học đầu tiên năm 1984.